# Ignacy (Karagiozow)
Ignacy, nazwisko świeckie Ignat Kolew Karagiozow (ur. 11 lipca 1972 w Sliwenie) – bułgarski biskup prawosławny.

## Życiorys
W rodzinnym Sliwenie ukończył w 1991 technikum budowlano-architektoniczne. Wyższe wykształcenie teologiczne uzyskał na uniwersytecie Świętych Cyryla i Metodego w Wielkim Tyrnowie, dyplom końcowy obronił w 1998. 22 września tego samego roku złożył wieczyste śluby mnisze, w cerkwi żeńskiego monasteru Matki Bożej w Kabile. Na stałe żył w monasterze św. Jerzego w Pomoriju, zaś jego opiekunem duchownym był metropolita sliweński Joannicjusz.
21 listopada 1998 w soborze św. Dymitra Sołuńskiego w Sliwenie przyjął z rąk metropolity Joannicjusza święcenia diakońskie i służył odtąd w tejże świątyni katedralnej. Metropolita Joannicjusz udzielił mu następnie, 20 grudnia tego samego roku, święceń kapłańskich. Od marca 1999 pełnił obowiązki protosyngla metropolii sliweńskiej. W 2001 otrzymał godność archimandryty. 
W 2004 zakończył pełnienie funkcji protosyngla i wyjechał do Moskwy, gdzie był przedstawicielem Bułgarskiego Kościoła Prawosławnego przy Patriarchacie Moskiewskim.
6 kwietnia 2008 w soborze św. Dymitra w Sliwenie został wyświęcony na biskupa prowackiego, wikariusza metropolii sliweńskiej.
W 2011 na stanowisku przedstawiciela patriarchy Bułgarii w Moskwie zastąpił go hieromnich Teoktyst (Dimitrow).
W listopadzie 2013 był jednym z dwóch kandydatów do objęcia katedry warneńskiej i wielkopresławskiej. Uzyskał 16 głosów delegatów duchowieństwa i świeckich i przegrał jednym głosem z biskupem agatonijskim Borysem. Wybory zostały oprotestowane przez wiernych, a elektorom zarzucono przekupstwo. Wybory zostały jednogłośnie unieważnione przez Święty Synod Bułgarskiego Kościoła Prawosławnego. Nowego metropolitę warneńskiego wskazał 22 grudnia 2012 w głosowaniu Święty Synod Bułgarskiego Kościoła Prawosławnego, wybierając dotychczasowego biskupa znepolskiego Jana.